# Labyrinth (album)
Labyrinth är ett soundtrack av David Bowie och Trevor Jones till filmen Labyrint. Det gavs ut i juni 1986 och nådde 68:e plats på Billboard 200.

## Låtlista
1. "Opening Titles Including Underground" (David Bowie) - 3:18
2. "Into the Labyrinth" (Trevor Jones) - 2:10
3. "Magic Dance" (David Bowie) - 5:11
4. "Sarah" (Trevor Jones) - 3:10
5. "Chilly Down" (David Bowie) - 3:44
6. "Hallucination" (Trevor Jones) - 3:00
7. "As the World Falls Down" (David Bowie) - 4:49
8. "The Goblin Battle" (Trevor Jones) - 3:29
9. "Within You" (David Bowie) - 3:29
10. "Thirteen O'Clock" (Trevor Jones) - 3:06
11. "Home at Last" (Trevor Jones) - 1:46
12. "Underground" (David Bowie) - 5:57

## Singlar
Singlar som släpptes i samband med detta album:
- "Underground" (som vanlig singel samt picture disc)

## Medverkande
- David Bowie - Sång, kör
- Ray Russel - Gitarr
- Dan Huff - Gitarr
- Kevin Armstrong - Gitarr
- Nicky Moroch - Gitarr
- Jeff Mironov - Gitarr
- Albert Collins - Gitarr
- Paul Westwood - Bas
- Matthew Seligman - Bas
- Harold Fisher - Trummor
- Steve Ferrone - Trummor
- Neil Conti - Trummor
- David Lawson - Keyboard
- Brian Gascoigne - Keyboard
- Trevor Jones - Keyboard
- Nick Plytas - Keyboard
- Simon Lloyd - Programmering
- Andy Thomas - Programmering
- Robbie Buchanan - Keyboard, synthesizer, programmering
- Will Lee - Bas, kör
- Richard Tee - Piano, hammondorgel
- Diva Gray, Fonzie Thornton, Charles Augins - Kör
- Richard Bodkin, Kevin Clash, Danny John-Jules - Kör
- Robin Beck, Cissy Houston, Chaka Khan - Kör
- Luther Vandross, Marcus Miller, Marc Stevens - Kör
- Daphnie Vega, Garcia Alston, Mary David Canty - Kör
- Beverly Ferguson, Marie Foster, James Glenn - Kör
- Eunice Peterson, Renele Stafford - Kör